# Барке
Барке (фр. Barquet) насеље је и општина у северној Француској у региону Горња Нормандија, у департману Ер која припада префектури Берне.
По подацима из 2011. године у општини је живело 403 становника, а густина насељености је износила 29,46 становника/km². Општина се простире на површини од 13,68 km². Налази се на средњој надморској висини од 126 метара (максималној 161 m, а минималној 101 m).

## Демографија
| 1962. | 1968. | 1975. | 1982. | 1990. | 1999. | 2011. |
| ----- | ----- | ----- | ----- | ----- | ----- | ----- |
| 284   | 302   | 295   | 316   | 289   | 359   | 403   |

График промене броја становника у току последњих година